# P-61戰鬥機
P-61是諾斯洛普公司於二次世界大戰時生產的一型雙發動機夜間戰鬥機，綽號黑寡婦。

## 歷史

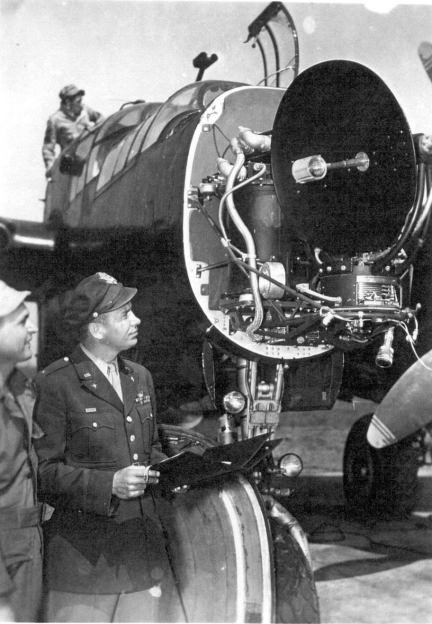
P-61的機載雷達

P-61是美國陸軍航空軍唯一一架專門設計作為夜間戰鬥機的飛機，也是陸軍航空軍在二戰時期起飛重量最大的戰鬥機。美軍陸航的夜間戰鬥機開發計畫自1940年8月開始，位於倫敦的美軍陸航辦公室對不列顛空戰中皇家空軍如何使用雷達對德國空軍進行攔截任務有著深刻認知，在當時美軍知道英國即將開發出一款可以安裝在飛機上的雷達，在臺柴特委員會（Tizard Mission）的運作下1940年9月美國獲得英國許多的先進科技授權，也包括了雷達的生產。
接著，英國採購委員會（British Purchasing Commission）向美國的飛機製造公司提出需要一種高空、高速、裝有雷達、可在空中進行8小時長時間巡邏、並可在炮塔內裝入任何英國指定武裝的重型戰鬥機，以防衛德國空軍的轟炸機在夜間對倫敦進行攻擊。傑克.諾斯羅普的開發團隊認為這樣的需求需要一架多引擎的大型機才能滿足要求，但英國並無使用P-61，而是使用其國產的蚊式夜間戰鬥機（以蚊式轟炸機改裝而成）和蒲福戰鬥機的夜戰型。
由於設計複雜且計畫耗費相當長的時間，當P-61在1944年進入太平洋戰區服役開始，盟軍在歐洲和太平洋戰場都已經取得制空權，使得P-61沒有太多發揮的餘地，戰果比起其他像是P-38或是蚊式等改裝的夜間轟炸機要少許多。
P-61於1944年進駐中國以保護成都的B-29超級堡壘轟炸機免受日機在夜間空襲，但有一架P-61誤把一架運燃料B-24轟炸機擊落。

## 技术特性
- 翼展：20.2米
- 机长：14.9米
- 机高：4.47米
- 空重9510kg
- 最大总重14700kg
- 最大载油量2,080~2,430 L
- 最大速度594公里/小时（高度6100米）
- 实用升限10100米

P-61黑寡婦三視圖

- 发动机：普拉特-惠特尼R-2800-65，2000马力（起飞），2040马力（应急）
- 武裝：4挺20毫米AN/M2航空機炮、4挺M2白朗寧重機槍、5000磅炸彈與10枚空用火箭彈

## 现状
当前世界上仅存四架P-61机体。它们分别是：

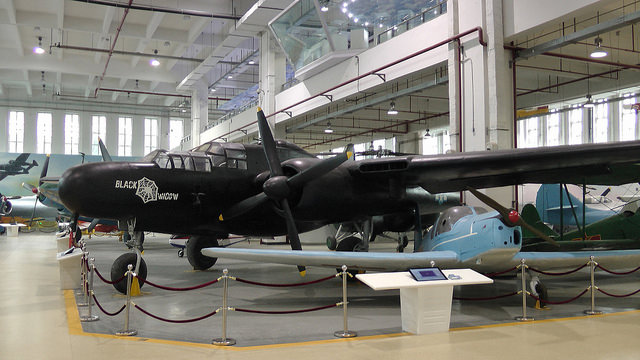
現藏於北京航空館的P-61戰鬥機

P-61C-1NO c/n 1399 AAF Ser. No. 43-8353，位于美国空军国家博物馆，目前正在对外静态展示；

P-61C-1NO c/n 1376 AF Ser. No. 43-8330，位于美国弗吉尼亚州史蒂文·乌德沃尔哈齐中心，目前正在对外静态展示；

P-61B-1NO c/n 964 AAF Ser. No. 42-39445,位于美国宾夕法尼亚州中大西洋航空博物馆（页面存档备份，存于）。该机目前正在接受恢复到可飞行状态的修复工作；

P-61B-15NO c/n 1234 AAF Ser. No. 42-39715，位于北京航空航天大学内的北京航空馆，目前正在对外静态展示；

## 使用國家
- 美国